# Vilim Adelin
Vilim (engleski: William, fra. Guillaume), (Winchester, 5. kolovoza 1102. – blizu Barfleura, Normandija, 25. studenoga 1120.), sin engleskog kralja Henrika I. Bio je očiglednim prijestolonasljednikom. Njegova rana smrt prouzročila je krizu nasljedstva.
Latinski ga izvori designiraju odnosno naslovljavaju pod imenima Adelinus, Adelingus, A(u)delin, što je latinizirani oblik normansko-francuske inačice staroengleskog Ætheling, što znači "čovjek kraljevske krvi".

## Životopis
Bio je sinom i nasljednicom kralja Engleske i vojvode Normana Henrika I. i Matilde Škotske. Po očevoj strani obitelji, djed mu je bio Vilim Osvajač i baka Matilda Flandrijska, a po majčinoj strani obitelji mu je djed bio Malkolm III. Škotski i baka sveta Margareta Škotska, čiji je otac bio Edvard Izgnanik (Ætheling), a djed Edmund II. Željeznoboki. Stoga je Henrik dogovorio brak radi umirivanja svojih anglosaskih podložnika: sveta Margareta Škotska bila je unukom anglosaskog kralja Edmunda II. Željeznobokom i pranećakinjom Edvarda III. Ispovjednika. Time bi taj brak predstavljao uniju između novih normanskih vladara Engleske i stare anglosaske dinastije. Henrikove su nade za nasljedstvom bile na Vilimu, koji je prema Henriku Huntingdonskom bio "tako razmaženim kraljevićem", da je izgledalo da je bio "predodređenim biti hrana ognju".
Vilim Adelin i njegova starija sestra Matilda bili su jedina zakonita djeca kralja Henrika koja su doživjela punoljetnost. Stradao je u brodolomu Bijelog broda 1120. što je stavilo njegovu sestru na mjesto jedine nasljednice po očinskoj liniji koja je išla od njenog djeda Vilima Osvajača.

## Vojvoda Normana
Za vrijeme Henrika I. Vilim je formalno postao vojvodom Normandije. Naslov je više bio po imenu nego po zbilji. Henrik je inaugurirao sina u vojvodu tek kad ga je pritisnuo francuski kralj Luj VI. neka napravi komendacijski obred kao vojvoda Normandije. Kao kralj, nevoljko je udovoljio tome te je to ponudio 1115. Vilimu neka on to napravi umjesto njega. Ponuda je prihvaćena 1120. nakon intervencijskog razdoblja rata te je Vilim napravio komendaciju Luju VI. sredinom 1120. godine. Zbog ovog je razloga Vilim ponekad ubrojen kao vojvoda Normandije (ili kao Vilim III. ili kao Vilim IV.). Vilim je 1115. primio kao prijestolonasljednik komendaciju i vazalsku prisegu baruna iz Normandije i ožujka 1116. godine baruna iz Engleske.
Vilimova mati, kraljica Edita, bila je Henrikovom regenticom u Engleskoj kad je Henrik izbivao iz Engleske i boravio u Normandiji. Nakon njegove smrti 1118., Vilim je bio dovoljno star da bi mogao vladati umjesto nje. Bliski savjetnici na ovom mjestu bili su kraljevi administratori, kao što je Ruđer Salisburyjski. Tijekom zadnje godine njegova života ili nešto prije, povremeno ga se oslovljavalo kao "designiranog kralja", rex designatus.
Nasljedna kriza desetljeće i pol poslije njegove smrti izrodila je građanski rat znan i kao Anarhija.